# Sophie d'Orléans
Sophie d'Orléans, née le 19 octobre 1898 à Neuilly, et morte le 9 octobre 1928 au château de Tourronde à Lugrin, seconde fille d'Emmanuel d'Orléans et de Henriette de Belgique est un membre de la famille d'Orléans. Elle porte le titre de courtoisie de princesse d'Orléans et elle est la petite-fille de Philippe de Flandre et de Marie de Hohenzollern-Sigmaringen mais aussi une petite-nièce par alliance de l'empereur d'Autriche François-Joseph Ier et une nièce du roi des Belges Albert Ier.

## Biographie
Sophie d'Orléans a une sœur aînée : Marie-Louise, une sœur cadette Geneviève et un frère cadet Charles-Philippe.
La princesse naît un mois après l'assassinat de sa grand-tante l'impératrice d'Autriche  (la fameuse Sissi). Elle porte le prénom de sa grand-mère paternelle Sophie-Charlotte en Bavière, duchesse d'Alençon, morte accidentellement l'année précédente dans l'incendie du Bazar de la Charité.
Quelques jours après sa naissance, Sophie d'Orléans est sujette à des convulsions. Elle survit, mais la pathologie laissera des traces irréversibles constituant un handicap à vie et retardant son développement mental. Surnommée "Topy", la fillette est élevée avec ses sœurs selon la décision de ses parents. Elle séjournera fréquemment à Bruxelles chez ses grands-parents maternels le comte et la comtesse de Flandre. Cette dernière est particulièrement attachée à Sophie.
En 1906, elle suit des "cours de paroles". En 1911, elle est emmenée à Lourdes où elle fait sa première communion le 8 mai et sa confirmation le lendemain. Elle est accueillie en mai 1913 à Laeken, chez son oncle le roi Albert Ier. Elle a une gouvernante attitrée en la personne de mademoiselle Solenvaux.
Le 9 octobre 1928, Sophie meurt presque subitement d'une syncope par insuffisance du myocarde à l'âge de 29 ans. Elle est enterrée en la chapelle royale Saint-Louis de Dreux.

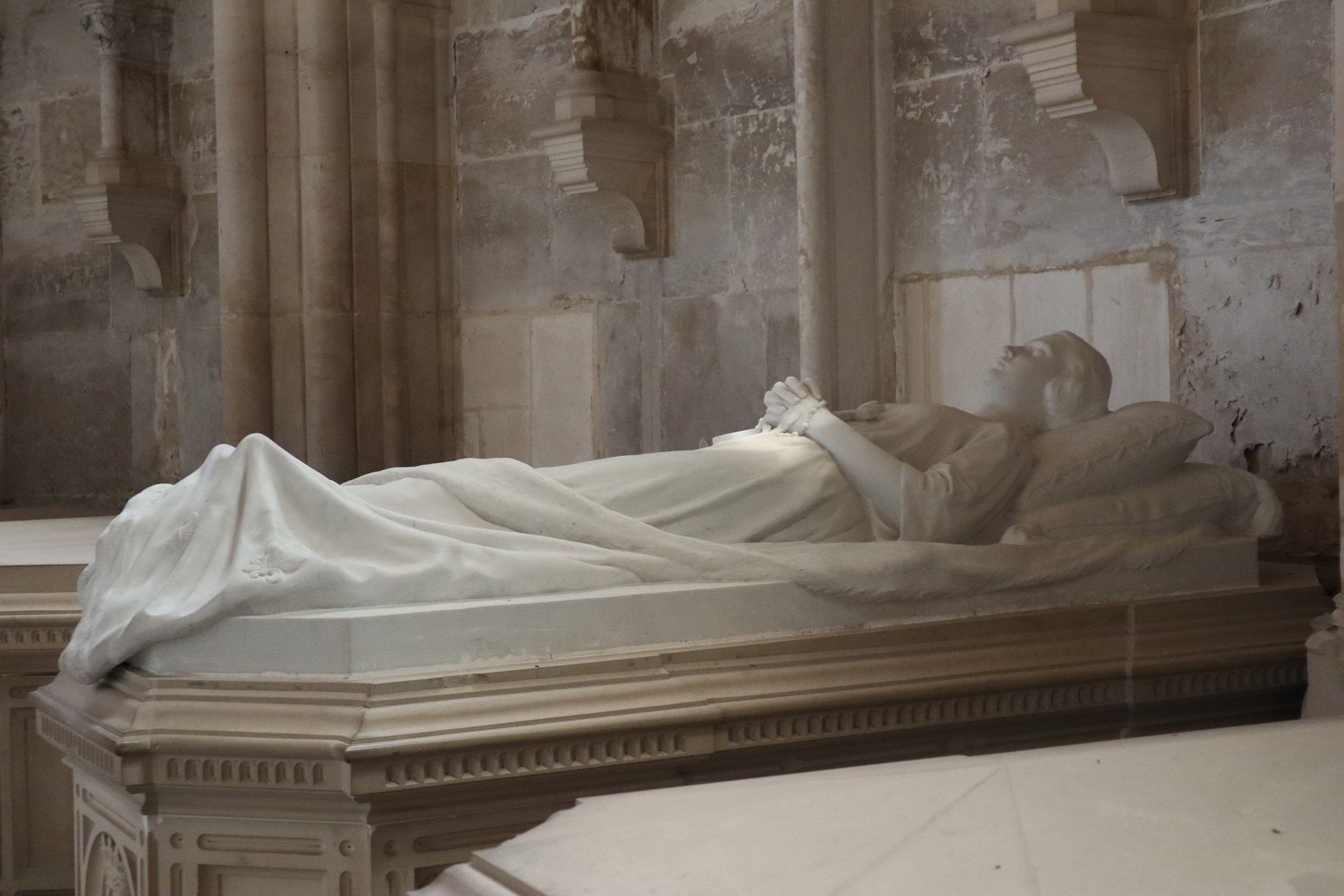
Gisant de Sophie-Joséphine d'Orléans en la nécropole royale de Dreux.

## Sources
- Dominique Paoli, Henriette, duchesse de Vendôme : 1870-1948, Éditions Racine, coll. « Racines de l’histoire », 2000, 269 p. (ISBN 9782873861735)